# Вячеслав Овчинников
Вячеслав Александрович Овчинников (29 май 1936 г., Воронеж – 4 февруари 2019 г., Москва) е съветски и руски композитор и диригент. Народен артист на РСФСР (1986).

## Биография
Вячеслав Овчинников започва да композира на 9-годишна възраст – някои от мелодиите, които композира тогава, са толкова успешни, че той използва повторно някои от тях по-късно. На 15 години, поради изключителния си талант, той постъпва в Московската консерватория, където учи композиция, след което е ученик на Семьон Богатирьов и Тихон Хренников. По това време той композира три симфонии (първата му е премиера през 1961 г., дирижирана от Александър Гаук, с огромен успех), увертюри и тонове.
Продължава по този път, но се увлича и по киното. Той по-специално композира музиката за първите два филма на Андрей Тарковски, „Детството на Иван“ и „Андрей Рубльов“; за реставрации на неми филми и особено за огромната фреска „Война и мир“ от Сергей Бондарчук.
През 1977 г. получава наградата на Комсомола за музикалната тема към филма „Те се сражаваха за Родината“ на Сергей Бондарчук.
Стилът на Вячеслав Овчинников съчетава героизъм и лиризъм, романтизъм и модерност, с личен мелодичен и хармоничен отпечатък, което го прави един от най-милите руски композитори на неговото поколение.
Умира на 83-годишна възраст на 4 февруари 2019 г. в Москва. Погребан е на гробището „Троекуровское“ (място 17).